# Сарсаль
Сарсаль (исп. Zarzal) — город и муниципалитет на западе Колумбии, на территории департамента Валье-дель-Каука. Входит в состав Северного субрегиона.

## История
Поселение, из которого позднее вырос город, было основано в 1783 году. Муниципалитет Сарсаль был выделен в отдельную административную единицу 1 апреля 1909 года.

## Географическое положение

Муниципалитет Сарсаль

Город расположен в северной части департамента, в предгорьях Центральной Кордильеры, к востоку от реки Каука, на расстоянии приблизительно 108 километров к северо-востоку от города Кали, административного центра департамента. Абсолютная высота — 921 метр над уровнем моря.
Муниципалитет Сарсаль граничит на севере с территорией муниципалитета Ла-Виктория, на западе — с муниципалитетом Рольданильо, на юго-западе — с муниципалитетом Боливар, на юге — с муниципалитетом Бугалагранде, на востоке — с муниципалитетом Севилья, на северо-востоке — с территорией департамента Киндио. Площадь муниципалитета составляет 362 км².

## Население
По данным Национального административного департамента статистики Колумбии, совокупная численность населения города и муниципалитета в 2015 году составляла 45 227 человек.
Динамика численности населения муниципалитета по годам:
| 2005   | 2006   | 2007   | 2008   | 2009   | 2010   | 2011   | 2012   | 2013   | 2014   | 2015   |
| ------ | ------ | ------ | ------ | ------ | ------ | ------ | ------ | ------ | ------ | ------ |
| 40 983 | 41 355 | 41 766 | 42 180 | 42 610 | 43 035 | 43 471 | 43 900 | 44 338 | 44 778 | 45 227 |

Согласно данным переписи 2005 года мужчины составляли 47,9 % от населения Сарсаля, женщины — соответственно 52,1 %. В расовом отношении белые и метисы составляли 51,8 % от населения города; негры, мулаты и райсальцы — 48 %; индейцы — 0,2 %.
Уровень грамотности среди всего населения составлял 92,3 %.

## Экономика
57,8 % от общего числа городских и муниципальных предприятий составляют предприятия торговой сферы, 34,6 % — предприятия сферы обслуживания, 6,4 % — промышленные предприятия, 1,2 % — предприятия иных отраслей экономики.

## Транспорт
К востоку от города проходит национальное шоссе № 25 (исп. Ruta Nacional 23).